# 雷神社 (旭市)
雷神社（らいじんじゃ）は、千葉県旭市見広（下総国海上郡）にある神社。旧社格は郷社。
天穂日命を主祭神とし、別雷命を配祀する。

## 概要
景行天皇が、伊勢国の能褒野で崩御した皇子日本武尊を追慕して東国巡幸をした折、椿海の東端に一社を造営東海の鎮護としたことが当社の始まりとされ、その後下海上国造に任じられた久都伎直が、自らの祖神である天穂日命を奉祀したものと伝えられている。延暦12年（793年）には、賀茂別雷神社より「別雷命」を勧請して配祀し、桓武天皇より「雷大神」の称号を賜ったといわれている。
現在の社殿は明治43年（1910年）に完成したものである。境内社としては、享和4年（1804年）創建の津島大神、文政11年（1828年）の田の神諸神、安政2年（1855年）の天王宮、安永4年（1775年）の石尊大権現、文化2年（1805年）の金毘羅神、天保15年（1844年）の疱瘡神、昭和52年（1977年）の天満宮、平成19年（2007年）移設の稲荷神社がある。

## 行事
東大社、豊玉姫神社とともに20年目毎に催す式年神幸祭で、神輿の露払いとして舞われる「倉橋の弥勒三番叟」は、鹿島踊りの一形態ともされ一列になって進みながら舞う形態が希少であることから、千葉県の無形民俗文化財に指定されている。

## 交通
- JR総武本線倉橋駅より徒歩15分。